# Hüseyinalanı, Osmangazi
Hüseyinalan là một xã thuộc quận Osmangazi, tỉnh Bursa, Thổ Nhĩ Kỳ. Dân số thời điểm năm 2011 là 128 người.